# Katherine Locke
Katherine Locke (Kalinkavičy, 24 de junio de 1910 – Los Ángeles, California, 12 de septiembre de 1995) fue una actriz de Broadway de finales de la década de 1930.

## Primeros años
Nació en Kalinkavičy (actual Kalínkavichy, Bielorrusia) y creció en Estados Unidos. Su padre, Morris Locke (de soltero Mendel Lakomowitz), era profesor de hebreo y escritor aficionado. Se formó como pianista, pero prefirió ser actriz.

## Carrera
Locke fue concertista de piano al principio de su carrera.
Tras aparecer en pequeños papeles, en una ocasión como perro ladrador fuera del escenario, su carrera se consolidó al aparecer en la obra de Broadway  de 1937 Having Wonderful Time, coprotagonizada con John Garfield. Apareció en películas en las décadas de 1940 y 1950 como actriz secundaria. Comenzó a trabajar en el cine a finales de la década de 1930 con papeles secundarios, pero hoy se la recuerda como actriz de teatro. Además de participar en una exitosa producción de Broadway de Hamlet en el papel de Ofelia, entre sus papeles en el teatro figuran los protagonizados con John Garfield en Having a Wonderful Time, Fifth Column con Lee J. Cobb y Clash by Night con Tallulah Bankhead.

## Vida personal
Locke se casó con el escritor radiofónico Norman Corwin en Maryland en marzo de 1947. La pareja tuvo dos hijos.

## Filmografía
| Año  | Título                     | Papel       | Notas                         |
| ---- | -------------------------- | ----------- | ----------------------------- |
| 1936 | Straight from the Shoulder | Gail Pyne   |                               |
| 1944 | Wilson                     | Helen Bones |                               |
| 1944 | The Seventh Cross          | Mrs. Sauer  |                               |
| 1948 | The Snake Pit              | Margaret    |                               |
| 1950 | The Sound of Fury          | Hazel       |                               |
| 1951 | People Will Talk           | Miss James  |                               |
| 1952 | Flesh and Fury             | Mrs. Hollis |                               |
| 1952 | The Unexpected             | Mujer       | Episodio: "One for the Money" |
| 1958 | A Certain Smile            | Mme. Vallon |                               |